# Döda träsken
Döda träsken är en träskmark och plats för urgamla slag i J.R.R. Tolkiens historier. Platsen ligger sydöst om Emyn Muil och nordväst Morannon. I Sagan om Ringen leder Gollum Frodo  och Samwise genom träsken på vägen mot Mordor. Tolkien tros ha inspirerats till träsken genom sina upplevelser under första världskriget, speciellt slaget vid Somme.